# سكيريون

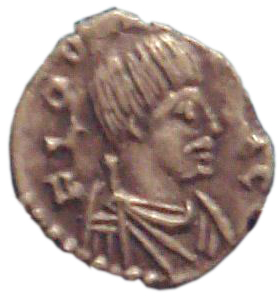

السكيريون، هم تجمع لشعوب الجرمانية الشرقية، وشهدوا أحدثا تاريخية بين القرن الثاني قبل الميلاد والقرن الخامس بعد الميلاد.
أصل اسمها غير واضح، ولكنه غالبا يعني 'نظيفة' أو 'نقية دماء' كمعارضة لقبيلة الباستارنيين المجاورة 'مختلطة الدماء'، آخرون يظنون أن للاسم صلة مع مصطلح Shire الإنكليزي.